# Resident Evil 3 (videohra, 2020)
Resident Evil 3 je survival horor z roku 2020, vyvinutý a vydaný společností Capcom. Jedná se o remake hry Resident Evil 3: Nemesis z roku 1999. Hra byla vydána pro PlayStation 4, Windows a Xbox One. V dubnu 2020 pak vyšla pro Amazon Luna a PlayStation 5. Verze pro Xbox Series X/S byla vydána v červnu 2022 a pro Nintendo Switch v listopadu téhož roku.

## Synopse
Hráči ovládají bývalou elitní agentku Jill Valentine a žoldáka Carlose Oliveiru, kteří se snaží najít vakcínu a uniknout z města během zombie epidemie.

## Hratelnost a vývoj
Hraje se z pohledu třetí osoby. Hra je plná řešení hádanek. Mimo zabíjení zombie je hráč pronásledován uměle vytvořenou stvůrou zvanou Nemesis.
Většina hry vznikala souběžně s remakem Resident Evil 2 z roku 2019. Obě hry běží na RE Enginu společnosti Capcom. Ačkoli obsahuje stejnou premisu jako původní hra, mnoho částí bylo předěláno ve prospěch soustředěnějšího příběhu.
Aby vývojáři ctili akčnější přístup originálu, přepracovali rychlost pohybu a animace z remaku Resident Evil 2 a přidali možnost vyhýbat se útokům zombie. K videohře byla vydána samostatná online hra pro více hráčů Resident Evil: Resistance.

## Vydání a ohlasy
Hra byla vydána pro PlayStation 4, Windows a Xbox One. Později přibyly verze pro Amazon Luna, PlayStation 5, Xbox Series X/S a Nintendo Switch.
Recenzenti hru hodnotili vesměs příznivě a chválili její příběh, atmosféru a grafiku. Kritika se zaměřila na její krátkou délku a chybějící prvky z původní hry. Větší důraz na akci a skriptované sekvence některé kritiky zklamaly.
Hry se k listopadu 2024 prodalo přes 9,2 milionů kusů.